# بوب كينيدي (لاعب كرة قاعدة)
بوب كينيدي (بالإنجليزية: Bob Kennedy)‏ هو لاعب كرة قاعدة أمريكي، ولد في 18 أغسطس 1920 في شيكاغو في الولايات المتحدة، وتوفي في 7 أبريل 2005 في ميسا في الولايات المتحدة.

## وصلات خارجية
- بوب كينيدي على موقعبيزبول رفرنس.كوم (الدوري الرئيسي) (الإنجليزية)
- بوب كينيدي على موقعبيزبول رفرنس.كوم (الدوري الثانوي) (الإنجليزية)